# تعليم الطبقة العاملة

## التاريخ
تعليم الطبقة العاملة قبل القرن التاسع عشر الميلادي كان معظم أعضاء المجتمع يتلقون تعليمًا ابتدائيًا، بينما كانت نخبة من الطبقة الرفيعة فقط تتلقى تعليمًا متقدمًا. وكان الغرض من ذلك هو مد أعضاء كل طبقة اجتماعية بتعليم يناسب حالتهم الاجتماعية المتوقعة في المستقبل، بوضعهم في مركز الكدح أو القيادة.
لدى أطفال الطبقة العاملة تجربة تعليمية مختلفة عن الأطفال في الطبقتين الوسطى والعليا؛ ولهذا السبب قد يبدأ أطفال الطبقة العاملة حياتهم بوضع متدنٍ وأقل من أقرانهم في الطبقات الأخرى. فقد تتعرقل مسيرتهم التعليمية لأسباب عديدة بما فيها: التأثيرات من قبل والديهم، المدارس التي يرتادونها وتوقعاتهم وسلوكياتهم، وتتأثر كل هذه الأسباب بالأجيال السابقة.